# Catatemnus nicobarensis
Espèce
Synonymes
- Chelifer nicobarensis With, 1906

Catatemnus nicobarensis est une espèce de pseudoscorpions de la famille des Atemnidae.

## Distribution
Cette espèce se rencontre en Inde aux îles Nicobar et en Indonésie.

## Étymologie
Son nom d'espèce, composé de nicobar et du suffixe latin -ensis, « qui vit dans, qui habite », lui a été donné en référence au lieu de sa découverte, les îles Nicobar.

## Publication originale
- With, 1906 : The Danish expedition to Siam 1899-1900. III. Chelonethi. An account of the Indian false-scorpions together with studies on the anatomy and classification of the order. Oversigt over det Konigelige Danske Videnskabernes Selskabs Forhandlinger, sér. 7, vol. 3, p. 1-214.